# Lisa Chappell
Lisa Irene Chappell (* 18. Oktober 1968 in Auckland) ist eine neuseeländische Schauspielerin und Sängerin. Internationale Bekanntheit erlangte sie mit der Rolle der Claire McLeod in der australischen Drama-Fernsehserie McLeods Töchter.

## Karriere
Die in Auckland geborene Lisa Chappell gab ihr Schauspieldebüt im Alter von 19 Jahren in der neuseeländischen Fernsehserie Gloss, in der sie 1987 die verwöhnte Chelsea Redfern verkörperte, wodurch sie erste Bekanntheit erlangte. Daran schloss sich eine Gastrolle in der Polizeiserie Shark in the Park an, wo sie zwischen 1989 und 1991 in 13 Episoden zu sehen war.
Anschließend zog Chappell ins australische Sydney und wirkte auch dort in verschiedenen Gast- und Nebenrollen in Fernsehserien wie Desperate Remedies, in der sie die lesbische Anne Cooper verkörperte, oder Hercules und Filmen wie Jack Brown Genious mit.
Bisher ohne Schauspielausbildung aktiv, belegte sie am Actor Center in Sydney 1999 den Schauspielworkshop The Journey. 2001 sprach sie für eine Nebenrolle in der neuen Fernsehserie McLeods Töchter vor, bekam allerdings die Hauptrolle der Claire McLeod angeboten. Diese Rolle verkörperte Lisa Chappell von 2001 bis 2003 in drei Staffeln an der Seite von Bridie Carter. Chappell verließ die Serie auf eigenen Wunsch, um sich auf ihre musikalische Karriere konzentrieren zu können.
Im Jahr 2005 begann die Schauspielerin an ihrem ersten Album When Then is Now zu arbeiten. Am 14. Juli 2006 erschien dieses Album in Deutschland. Als Produzent fungierte Rick Price, ein erfolgreicher australischer Sänger und Songwriter. Parallel zu ihrer musikalischen Karriere nahm Lisa Chappell jedoch weiterhin Gastrollen als Schauspielerin an wie beispielsweise in acht Episoden der Serie Stingers und stand 2006 zusammen mit Claudia Karvan und Rebecca Gibney für den Fernsehfilm Small Claims – The Reunion vor der Kamera.
Ab 2007 übernahm Lisa Chappell in einer Bühnenproduktion von Educating Rita die weibliche Hauptrolle an der Seite von David Downer. Das Stück wurde in einer Theatertournee in ganz Australien aufgeführt. Im selben Jahr war die Schauspielerin auch in dem Kurzfilmdrama Crossbow, in dem es um Sex und Drogen geht, als Mutter eines Halbwüchsigen zu sehen.
Unter der Regie von Rupert Glasson stand Chappell 2009 für den Thriller Coffin Rock an der Seite von Robert Taylor und Terry Camilleri vor der Kamera. Ebenfalls 2009 übernahm sie wiederum eine Rolle in einer Fernsehserie. In The Cult verkörperte sie die Figur Sophie McIntyre an der Seite von Dwayne Cameron. Zudem war sie in dem Kurzfilm Be careful zu sehen. In dem 12-minütigen Film sind auch einige von Lisa Chappells Liedern aus ihrem Debütalbum zu hören.
2011 übernahm Chappell eine Rolle in dem deutschen Fernsehfilm Der Zauber von Neuseeland, einer Verfilmung von Emily Richards Roman Duncan's Lady. John Delbridge war der Regisseur, Oliver Mommsen und Tessa Mittelstaedt ihre Schauspielkollegen. Im selben Jahr kehrte Lisa Chappell ans Theater zurück. Zusammen mit Will Hall stand sie in dem Stück Mike and Virginia auf der Bühne des Herald Theatre in ihrer Heimatstadt Auckland. Vom 26. Oktober bis 5. November 2017 stand Chappell an der Seite von Paul Glover in dem Zweipersonenstück Two von Jim Cartwright im Pump House Theatre in Auckland auf der Bühne. 2018 trat Chappell in Auckland im Shortland Street the Musical auf. Von 2020 bis 2022 war sie wieder in der Fernsehserie Shortland Street zu sehen, nachdem sie dort in den 90ern bereits in einer anderen Rolle zu sehen war. 2021 veröffentlichte sie das Kinderbuch Guardian Angel on Purpose Patrol.
In der achten Staffel von Brokenwood – Mord in Neuseeland ist Chappell 2022 in der Folge Good as Gold zu sehen.

## Privates
Nachdem Chappell sich der Besetzung in McLeods Töchter angeschlossen hatte, wurde sie Vegetarierin.
Im Dezember 2001 heiratete sie Chris Taylor, den sie zuvor auf der Geburtstagsparty ihrer Serienkollegin Rachael Carpani kennengelernt hatte. Das Paar trennte sich im Jahr 2005.
Chappell lebt in Puhoi, Neuseeland.

## Auszeichnungen
- 2002: Auszeichnung mit dem silbernen Logie Award als beliebteste weibliche Newcomerin in McLeods Töchter
- 2003: Nominierung für den goldenen Logie Award als beliebteste TV-Persönlichkeit
- 2003: Nominierung für den silbernen Logie Award als beliebteste Schauspielerin
- 2004: Auszeichnung mit dem silbernen Logie Award als beliebteste Schauspielerin in McLeods Töchter
- 2010: Auszeichnung mit dem Qantas Film & Television Award für The Cult

## Filmografie (Auswahl)
- 1987: Gloss (Fernsehserie)
- 1989–1991: Shark in the Park (Fernsehserie, 13 Folgen)
- 1992: Shortland Street (Fernsehserie, 2 Folgen)
- 1992: Desperate Remedies
- 1993: A Twist in the Tale
- 1994: Jack Brown Genius
- 1994: Hercules und der flammende Ring (Hercules and the Circle of Fire; Fernsehfilm)
- 1995: Geheimnisvolle Insel (Mysterious Island; Fernsehserie, Folge: Last Rites of Spring)
- 1995: Der Überflieger (Jack Brown Genious)
- 1995–1999: Hercules ((Hercules: The Legendary Journeys); Fernsehserie, 7 Folgen)
- 1996–1997: City Life (Fernsehserie)
- 2001–2003: McLeods Töchter (McLeod’s Daughters; Fernsehserie 74 Folgen)
- 2004: Stingers (Fernsehserie, 8 Folgen)
- 2006: Small Claims: The Reunion (Fernsehfilm)
- 2007: Crossbow (Kurzfilm)
- 2008: Coffin Rock (Verweistitel: Rendezvous mit einem Mörder)
- 2009: The Cult (Fernsehserie, 13 Folgen)
- 2010: Rescue Special Ops (Fernsehserie, Folge: Out of the Ashes)
- 2010: COPS L.A.C (Fernsehserie)
- 2010: Be careful… (Kurzfilm)
- 2011: Seige (Fernsehfilm)
- 2011: Emilie Richards – Der Zauber von Neuseeland (Fernsehfilm)
- 2012: True Crime: Siege (Fernsehfilm)
- 2013: Agent Anna (Fernsehserie, Folge Happiness)
- 2014: Auckland Daze (Fernsehserie, S2/E04)
- 2016: Jean (Fernsehfilm)
- 2016: Friday Night Bites (Webserie)
- 2016: Roman Empire: Reign of Blood (Dokumentarserie, Folge Born in the Purple)
- 2017: Out of the Shadows
- 2018: Murder Is Forever (Fernsehserie)
- 2020–2022: Shortland Street (Fernsehserie, 194 Folgen)
- 2022: Brokenwood – Mord in Neuseeland (The Brokenwood Mysteries, Fernsehserie, Folge Good as Gold)
- 2023: Blind Bitter Happiness (Fernsehserie)
- 2024: My Life Is Murder (Fernsehserie, 1 Folge)
- 2025: Zombies 4: Dawn of the Vampires (Fernsehfilm)

## Theater und Musical
- 2014: On/Off (Lisa Chappell Productions)
- 2014: Fred (Lisa Chappell Productions)
- 2014: Bad Day Insurance (Lisa Chappell Productions)
- 2015: Detroit (Darlinghurst Theatre Co, Australien)
- 2016: Polo (Auckland Theatre Company)
- 2016: Menopause the Musical (Ben McDonald Ltd.)
- 2017: Peer Gynt (Auckland Theatre Company)
- 2017: Two (Tadpole Theatre)
- 2017: The Bloody Woman (Centrepoint Theatre)
- 2018: That Bloody Woman (Centrepoint Theatre)
- 2018: Shortland Street the Musical (Auckland Theatre Company)